# ريتشارد مايرز
ريتشارد مايرز (بالإنجليزية: Richard Myers)‏ هو مخرج أمريكي، ولد في 1937 في مقاطعة بورتج في الولايات المتحدة.

## وصلات خارجية
- ريتشارد مايرز على موقع IMDb (الإنجليزية)
- ريتشارد مايرز على موقع قاعدة بيانات الفيلم (الإنجليزية)